# Граматика залежностей
Грама́тика зале́жностей — одна з формальних моделей, розроблених у рамках структурного синтаксису (поряд з граматикою складників). Подає будову речення у вигляді ієрархії компонентів, між якими встановлено відношення залежності. Таким чином, структура речення розглядається в термінах вершин і залежних.
Сучасна граматика залежностей значною мірою ґрунтується на ідеях Л. Теньєра.
Граматикою залежностей у вузькому сенсі називають теорію синтаксичної структури речення, в якій усі зв'язки в реченні розглядаються як підрядні, вершиною речення визнається присудок або його знаменна частина, а прийменники описуються як керувальні пов'язаними з ними формами іменників.

## У прикладній лінгвістиці
Як і граматика складників, граматика залежностей застосовується в автоматичному синтаксичному аналізі і в системах машинного перекладу. Знаходять застосування і «гібридні» синтаксичні подання, що враховують переваги обох типів моделей.